# Roman Kozlowski
Roman Kozlowski  (Włocławek, 1 de fevereiro de 1889 — 2 de maio de 1977) foi um geólogo e paleontólogo polonês. Era um especialista em fósseis invertebrados.
Estudou na Suíça e na Universidade de Paris. Em 1913 foi para a Bolívia como professor e diretor do Departamento de Geologia da "Mining School", em Oruro. Lá publicou oito trabalhos que tratam dos recursos naturais da Bolívia, de geologia e da paleontologia dos períodos Devoniano e Carbonífero, principalmente com Brachiopodas.
Quando retornou para a Europa, em 1921, obteve seu título de Ph.D. em Ciências Naturais na Universidade de Paris, e assumiu como professor de paleontologia na Universidade Livre Polonesa e, logo depois, na Universidade de Varsóvia, onde concentrou-se nas pesquisas. Como resultado produziu a maior obra de sua vida: um estudo sobre os graptólitos.
Por suas obras, recebeu o título de doutor honoris causa por várias universidades; foi membro da várias organizações científicas internacionais; e recebeu a Medalha Mary Clark Thompson em 1958 pela  United States National Academy of Sciences e a Medalha Wollaston pela Sociedade Geológica de Londres em 1961.